# Промптов, Александр Николаевич
Александр Николаевич Промптов  (27 июня 1898 года, Севастополь — 11 ноября 1948 года, Колтуши) — российский советский генетик и орнитолог, который изучал звуки птиц, делал аудиозаписи птичьих песен и предполагал роль вокализации и поведения в изоляции и видообразовании

## Биография
Промптов родился в Севастополе, где начинал свою службу его отец, Николай Иванович Промптов. Вскоре после рождения Александра вся семья вернулась в Кострому, где и прошли детство и юность будущего биолога. Дед А. Н. Промптова, Иван Васильевич, был  почтмейстером в Кинешме, был знаком с А. Н. Островским. Отец, Николай Иванович Промптов, был юристом по образованию, был податным инспектором и дослужился до чина действительного статского советника. Он женился на дочери московского купца Анне Андреевне Быковской. Помимо Александра, имел дочерей Татьяну и Любовь (1903—1990), которая была замужем сначала за А. Н. Формозовым (у них сын — Александр), а потом за А. Л. Яншиным.
Александр Промптов поступил в школу в Костроме и окончил Нечаевскую гимназию в Москве. Ещё будучи мальчиком, он проявлял интерес к птицам, но он предпочёл изучать экспериментальную зоологию, а не орнитологию. Считается, что его выбору, возможно, помогли семейные связи с Н. К. Кольцовым. Матери Промптова и Кольцова были родственницами, и Кольцов оказал влияние на руководство университета, чтобы Промптов изучил генетику птиц при Александре Серебровском, бывшем ученике Кольцова, в проекте, финансируемом Народным комиссариатом сельского хозяйства.
Промптов окончил МГУ в 1923 году и приступил к работе там на кафедре генетики. Он внёс свой вклад в перевод книги Т. Х. Моргана "Physical Basis of Heredity" (Физическая основа наследственности) на русский язык и вошёл в состав исследовательской группы С. С. Четверикова, работающей на Drosophila. В 1926 году он начал исследования в Институте зоологии Московского университета по плейотропизму и полиморфизму в генетике Drosophila. В течение этого периода он продолжал проявлять интерес к полевой орнитологии и начал исследовать многие аспекты биологии птиц, включая изучение песен и гибридизацию вьюрковых. После защиты диссертации в 1929 году он совершил поездку на Урал, чтобы изучить вариацию песни у нескольких видов птиц. Вернувшись через два месяца, он приступил к чтению лекций по общей биологии. Он постепенно интенсифицировал исследования в области орнитологии, а в 1937 году он подготовил 400-страничное руководство по полевой орнитологии «Птицы в природе», которое до сих пор считается классическим. Эта работа содержала описание песен и позувов птиц, с помощью его оригинальной системы обозначений. Промптов также стал пионером в области звукозаписи голосов птиц в СССР с помощью инструмента, который использовал фотоплёнку.
Другая его работа была посвящена песням зябликов. Основываясь на изменчивости песен, он разделил популяции зябликов Советского Союза на несколько крупных объединений и обнаружил, что, хотя птицы мигрировали, самцы, как правило, возвращались к своим натальным территориям, что допускало географическую дивергенцию типов песен, даже несмотря на то, что обучение песни  было задействовано. В 1940 году он перешёл в орнитологическую лабораторию Института эволюционной физиологии и патологии высшей нервной деятельности, которая была создана в Колтушах И. П. Павловым, а позднее перешла под руководство ученика Павлова Леона Орбели. Промптов начал изучать видоспецифическое стереотипное поведение у птиц, но началась война. Промптов оставался в Институте в течение всей войны, включая Ленинградскую блокаду. Вскоре после победы в Великой Отечественной войне Промптова посетил Джулиан Хаксли, который писал, что его исследования были в тот момент единственными по генетике поведения у диких птиц, о которых он знал. 
11 ноября 1948 года Промптов покончил жизнь самоубийством. Некоторые из его работ были посмертно опубликованы его второй женой Елизаветой Лукиной (которая также участвовала в его исследованиях).
Промптов изучал процесс видообразования и отметил, что изменчивость песни связана как с наследственностью, так и с обучением. Промптовская концепция видообразования не была учтена сторонниками современного эволюционного синтеза.

## Семья
- Первая жена — Зинаида Николаевна Зачатейская (1901—1994), дочь священника (репрессирован и погиб в ГУЛАГе)[3]
  - Сын — Сергей (1925—1994)[3]
- Вторая жена — Елизавета Вячеславовна Лукина[3].